# 合众国诉弗吉尼亚州案
合众国诉弗吉尼亚州案（英語：United States v. Virginia, 518 U.S. 515(1996)），是1996年美国最高法院作出的标志性裁判。在该案中，最高法院以7比1的判决否定了弗吉尼亚军事学院仅限男生的招生政策的合宪性。金斯伯格大法官主笔了多数意见书，首席大法官伦奎斯特另提出了一份协同意见书，大法官安東寧·斯卡利亞则提出了不同意见书。托马斯大法官因其儿子就读于该学院，因而在本案中选择了回避。

## 背景
始建于1839年弗吉尼亚军事学院一向以其“公民战士（citizen-soldiers）”的培养目标而著称，并在教育中采取了相当多严格的“反常手段（adversative method）”以达成其目的。但自成立以来，学院仅招生男性学员，因而被合众国以违犯美国宪法第14增修条文的平等保护条款为由告上法庭。地方法院驳回了原告的诉讼，但在上诉中被第四巡回法院所推翻。因此，弗吉尼亚州专门成立了一所仅招收女性学院的弗吉尼亚女子领导学院（Virginia Women's Institute for Leadership, VWIL），并为法院接纳为合宪的救济措施。

## 裁判
经审理后，最高法院判决违宪，推翻了下级法院的审理结果。
首先，最高法院认为，根据1982年密西西比女子大学诉霍肯案（Mississippi Univ. for Women  v. Hogan, 458 U.S. 718 (1982)）的先例判决，政府如果基于性别而采取特定措施，必须证明有“非常有说服力的理由（exceedingly persuasive justification）”存在。基于平等保护的原则，无论是联邦政府还是州政府，都不能仅仅因为女性的性别而否定她们依靠自身才智不懈奋斗、奉献社会的平等机会。为了有效证明上述“非常有说服力的理由”存在，各州必须表明“系争的分类被用于‘重要的政府目的（important governmental objectives），且相应的差别待遇’应当‘与达成目的之间具有实质联系（substantially related）’”。而且，这一证明过程应当是真实的，不能采用假定或者为了应对诉讼才在事后补充的证据，也不能把天赋、能力和表现因人而异的男性或者女性当做一个整体泛泛地作为论据。同时，多数意见也认为，适用于性别领域的“中度严格审查标准（heightened review standard）”并不当然地禁止依据性别而作出的分类，但不能被据以新建或延续女性在法律、社会和经济上的劣势地位。
其次，最高法院认为弗吉尼亚州将女性参加VMI的权利完全排除，否定了她们应当获得的平等保护。弗吉尼亚州抗辩称，男校政策使得VMI在教育上颇有意义且有利于教育的多样性（diversity）实现。但法院认为VMI最初建立的目的并非是满足这一目的。对于弗吉尼亚州的另一抗辩，即招收女生将使得VMI的现有的校园设施、教育方式和文化传统不得不为之改变，甚至女生所追求的特色也将不复存在，法院认为不能排除有一些女生可以达到现有的招生和训练标准，因而这一理由并不具有说服力。
最后，法院还否定了建立VWIL可以补强合宪性。两所学校在校园设施、投入资金等方面上并不相等，而且女校的学生无法分享男校悠久的传统和著称的名誉，因而女校只不过是男校“苍白的影子（pale shadow）”而已。

## 其它意见
首席大法官伦奎斯特作成了一份协同意见书，同意法院判决的结论但与其论证方式不同。他认为各州可以在单性别教育上享有政府利益，只不过在本案中，弗吉尼亚州因为未能在女性提供平等的条件而违宪。
大法官安東寧·斯卡利亞提出了不同意见书，全面批判法院的判决。斯卡利亚认为只有系争的案件并没有明显地违背宪法增修条文的文本规定，最高法院即应当尊重历史传统，并且，弗吉尼亚州排除女性进入VMI的行为亦“与达成重要的政府目的具有实质联系”，法院如此的判决将会带来严重的后果。